# Olena Pčilka
Olena Pčilka, pseudonimo di Ol'ha Petrivna Kosač, nata Drahomanova (in ucraino Ольга Петрівна Косач?; in russo Елена Петровна Косач?, Elena Petrovna Kosač; Hadjač, 29 giugno 1849 – Kiev, 4 ottobre 1930), è stata un'editrice, scrittrice, etnografa, interprete e femminista ucraina.
La prima giornalista ucraina insieme a Natalija Kobryns'ka, è stata una componente dell'Accademia delle Scienze dell'Ucraina dal 1925.

## Biografia

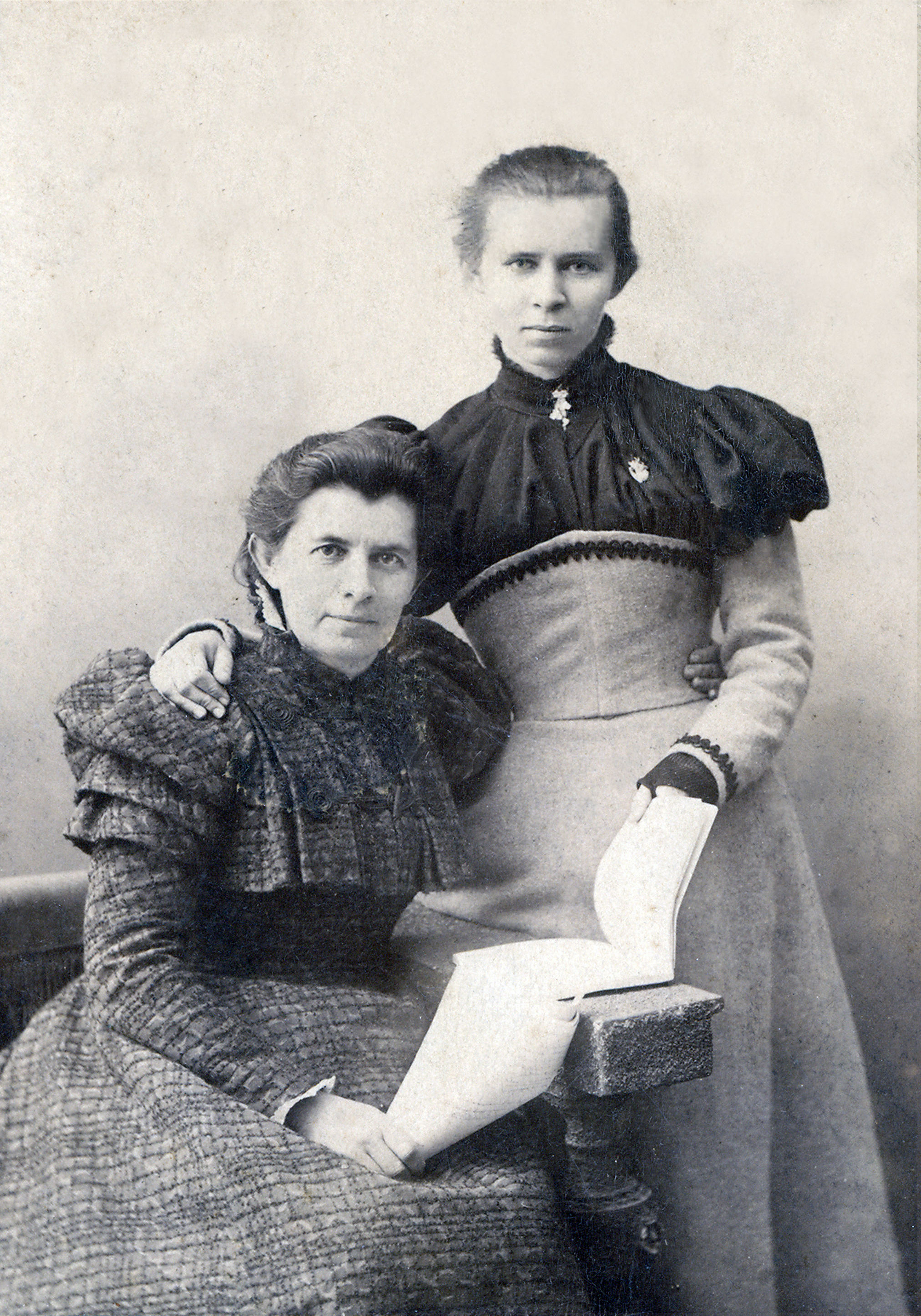
Olena Pčilka con Lesja Ukraïnka

Nacque a Hadjač in una famiglia di un proprietario terriero locale, Petro Jakymovyč Drahomanov. L'istruzione di base la ricevette a casa e successivamente concluse gli studi presso il Collegio esemplare delle ragazze nobili di  Kiev nel 1866. Fu sposata con Petro Antonovyč Kosač nel 1868 e presto si trasferì a Novohrad-Volyns'kyj dove inizio a lavorare. Qui nacque una delle sue figlie Lesja Ukraïnka. Ebbe un fratello, Mychajlo Drahomanov e sette figli: Lesja Ukraïnka, Ol'ha Kosač-Kryvynjuk, Mychajlo Kosač, Oksana Kosač-Šymanovs'ka, Mykola Kosač, Izydora Kosač-Borysova, Jurij Kosač.
Pčilka registrò varie canzoni popolari e collezionò costumi e ricami popolari delle Volinia, pubblicando in seguito le sue ricerche nel volume Ukraïns'kyi (1876). Ha anche finanziato la pubblicazione di Spivomovky ("Rime canore", 1880) di Stepan Rudans'kyj. Dal 1883 Pčilka iniziò a pubblicare le sue poesie (la sua prima collezione venne intitolata Dumky - merežanky, 1886)) e racconti sulla rivista Zorja di Leopoli. Dal 1890 Pčilka visse a Kiev e tra il 1906 e 1914 fu l'editrice della rivista Ridnyj kraj e del suo supplemento mensile, la rivista per bambini Moloda Ukraïna.
Pubblicò numerosi lavori e fu attiva nel movimento femminista, in particolare in collaborazione con Natalija Kobryns'ka con la quale pubblicò l'almanacco Peršyj Vinok a Leopoli. Pčilka  fu anche interprete: tradusse in lingua ucraina molte opere conosciute, come quelle di Nikolaj Gogol', Adam Mickiewicz, Aleksandr Puškin e altri.
Pčilka è considerata una delle poetessa ucraine più conosciute. È morta a Kiev.

## Opere
Tra le sue opere più importanti: 
- Tovaryšky (compagne, 1887)
- Svitlo dobra i ljubovi (La luce della bontà e dell'amore, 1888)
- Solovjovyj spiv (1889)
- Za pravdoju (Per la verità, 1889)
- Artyšok (Carciofo, 1907)
- Pivtora oseledsja (Un'aringa e mezza, 1908)
- Sužena ne ohužena (opera teatrale, 1881)
- Svitova rich (spettacolo, 1908)